# Vladyslav Bujov
Vladyslav Serhiyovych Bujov (en ucraniano: Владислав Сергійович Бухов; Donetsk, 5 de julio de 2002) es un deportista ucraniano que compite en natación.
Ganó una medalla de oro en el Campeonato Mundial de Natación de 2024 y una medalla de bronce en el Campeonato Europeo de Natación de 2024.
Participó en los Juegos Olímpicos de Tokio 2020, ocupando el undécimo lugar en la prueba de 50 m libre.

## Palmarés internacional
| Campeonato Mundial | Campeonato Mundial | Campeonato Mundial | Campeonato Mundial |
| Año                | Lugar              | Medalla            | Prueba             |
| ------------------ | ------------------ | ------------------ | ------------------ |
| 2024               | Doha (Catar)       | Medalla de oro     | 50 m libre         |
| Campeonato Europeo |                    |                    |                    |
| Año                | Lugar              | Medalla            | Prueba             |
| 2024               | Belgrado (Serbia)  | Medalla de bronce  | 50 m libre         |